# Melanargia weigoldi
Melanargia weigoldi är en fjärilsart som beskrevs av Wagener 1959 . Melanargia weigoldi ingår i släktet Melanargia och familjen praktfjärilar. Inga underarter finns listade i Catalogue of Life.